# Еліза Сервеніус
Еліза Сервеніус (швед. Elisa Servenius, уроджена Bernström, також відома як Johanna Servenius) — жінка, яка служила в шведській армії, переодягнувшись у чоловіка. 
Нагороджена медаллю за хоробрість в бою (För tapperhet i fält), ставши першою і єдиною жінкою в Швеції, удостоєною цієї нагороди за хоробрість у битві на суші, у той час як Бріта Хагберг і Ганна Енгстен були нагороджені цією медаллю за хоробрість у морі.

## Біографія

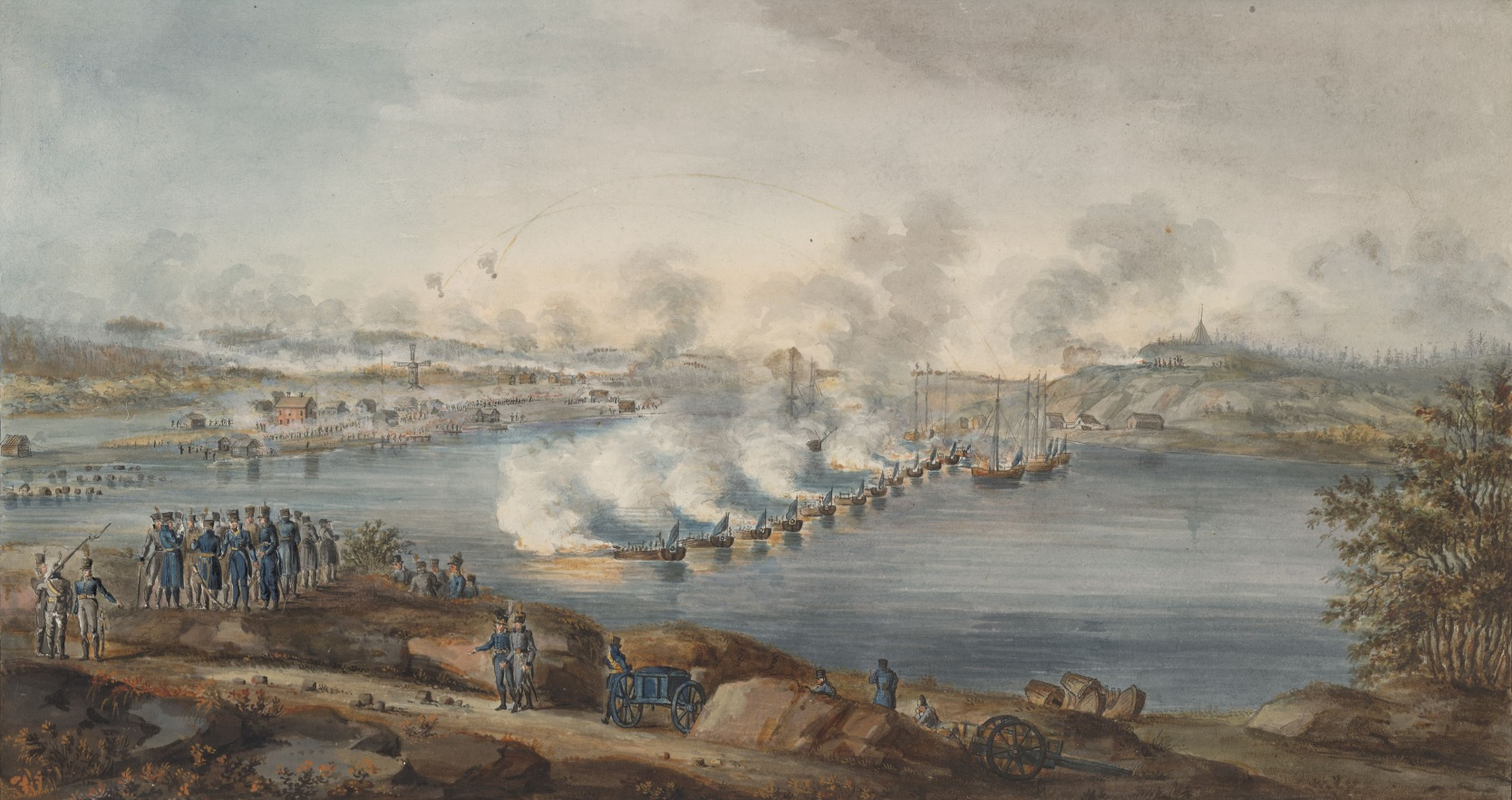
Битва при Ратані на картині невідомого художника

Згідно з дослідженнями істориків, Еліза до вступу в шлюб з рядовим королівського піхотного полку Бернгард Сервеніусом (Bernhard Servenius) працювала служницею. Коли її чоловік був призваний на російсько-шведську війну 1808-1809 років, вона пішла за ним, одягнена як чоловік. Брала участь у битві Slaget vid Sävar і в битві при Ратані. Її стать виявлено під час наступного переходу до міста Пітео, де вона збиралася в третій раз принести користь своїй вітчизні, беручи участь в черговій битві. Проте Еліза була звільнена з армії, але при цьому нагороджена шведською медаллю за хоробрість на суші (För tapperhet i fält).
Звіт про бойові заслуги Елізи Сервеніус склали і доповіли генерал Густав Вахтмейстер і адмірал Йохан Пуке: перший рекомендував призначити їй грошову винагороду, другий — удостоїти військової нагороди за битву при Ратані. Доповідь про подвиги Елізи Севеніус згадується в щоденниках шведської королеви Гедвіги Єлизавети Шарлотти Гольштейн-Готторпської, де Еліза названа амазонкою.
Чоловік Елізи у боях був полонений і звільнений з російського полону в 1810 році. Після цього вони возз'єдналися в Стокгольмі і разом пішли за полком Бернхарда у Штральзунд шведської Померанії.

## Пам'ять
- Еліза Сервеніус стала одним з персонажів історичного роману Б'єрна Холма «Affairen vid Ratan» (2003), де вона представлена як Катрін Сервеніус.[3]
- Під ім'ям Катрін Сервеніус вона також є головною фігурою пісні з альбому Korpkvädet (2009) шведської групи Ultima Thule.[4]
- Історія Елізи лягла в основу театральної п'єси «1809 i kärlek & krig» Томаса Андерссона (Thomas Andersson), режисер Олле Торнквіст (Olle Törnqvist), представленої в театрі Norrbottensteatern в 2009 році.[5]